# Các trận đấu trong Đường lên đỉnh Olympia năm thứ 23
Dưới đây là chi tiết các trận đấu của cuộc thi Đường lên đỉnh Olympia năm thứ 23, diễn ra từ ngày 9 tháng 10 năm 2022 đến ngày 8 tháng 10 năm 2023.
| Màu sắc sử dụng trong các bảng kết quả                  |
| ------------------------------------------------------- |
| Thí sinh đạt giải nhất và lọt vào vòng thi tháng, quý   |
| Thí sinh lọt vào vòng trong nhờ có số điểm nhì cao nhất |
| Thí sinh đạt giải nhất và lọt vào vòng chung kết        |
| Thí sinh vô địch chung kết Năm                          |

## Quý 1

### Trận 1: Tuần 1 - Tháng 1 - Quý 1
| Tên thí sinh          | Trường                             | KĐ  | VCNV | TT  | VĐ  | Tổng điểm |
| --------------------- | ---------------------------------- | --- | ---- | --- | --- | --------- |
| Đặng Phạm Thanh Lương | THPT Chuyên Nguyễn Du, Đắk Lắk     | 135 | 30   | 80  | 60  | 305       |
| Đỗ Đức Anh            | THPT Chuyên Nguyễn Trãi, Hải Dương | 85  | 30   | 120 | 90  | 325       |
| Phan Trọng Nguyễn     | THPT Lê Quý Đôn, Hậu Giang         | 10  | 30   | 120 | 100 | 260       |
| Nguyễn Trí Nhân       | THPT Hồng Lĩnh, Hà Tĩnh            | 15  | 10   | 40  | 0   | 65        |

### Trận 2: Tuần 2 - Tháng 1 - Quý 1
| Tên thí sinh           | Trường                                | KĐ | VCNV | TT  | VĐ  | Tổng điểm |
| ---------------------- | ------------------------------------- | -- | ---- | --- | --- | --------- |
| Nguyễn Xuân Danh       | THPT Phan Thúc Trực, Nghệ An          | 40 | 0    | 30  | 30  | 100       |
| Trần Nguyễn Khánh Bình | THPT Chuyên Huỳnh Mẫn Đạt, Kiên Giang | 65 | 10   | 130 | 90  | 295       |
| Huỳnh Thanh Duy        | THPT Che Guevara, Bến Tre             | 85 | 50   | 110 | -70 | 175       |
| Nguyễn Lê Phúc Lâm     | THPT Thăng Long - Lâm Hà, Lâm Đồng    | 10 | 10   | 60  | 30  | 110       |

### Trận 3: Tuần 3 - Tháng 1 - Quý 1
Ghi chú: Trận đầu tiên của năm thứ 23 có thí sinh không giành được điểm ở cuối phần thi Về đích.
| Tên thí sinh         | Trường                            | KĐ | VCNV | TT  | VĐ  | Tổng điểm |
| -------------------- | --------------------------------- | -- | ---- | --- | --- | --------- |
| Nguyễn Thế Ngọc Hà   | THPT Nguyễn Thị Minh Khai, Hà Nội | 40 | 10   | 50  | 20  | 120       |
| Nguyễn Mai Phương    | THPT Hòn Gai, Quảng Ninh          | 45 | 0    | 110 | 0   | 155       |
| Đinh Hồ Thảo My      | THPT Thanh Đa, TP. Hồ Chí Minh    | 0  | 0    | 40  | -50 | -10       |
| Nguyễn Đoàn Chí Kiệt | THPT Đặng Huy Trứ, TP. Huế        | 85 | 50   | 110 | -20 | 225       |

### Trận 4: Tháng 1 - Quý 1
Ghi chú: Trận thi tháng đầu tiên của năm 23 có 2 thí sinh đồng giải nhì với 135 điểm.
| Tháng 1 - Quý 1        | Tháng 1 - Quý 1                       | Tháng 1 - Quý 1 | Tháng 1 - Quý 1 | Tháng 1 - Quý 1 | Tháng 1 - Quý 1 | Tháng 1 - Quý 1 |
| Tên thí sinh           | Trường                                | KĐ              | VCNV            | TT              | VĐ              | Tổng điểm       |
| ---------------------- | ------------------------------------- | --------------- | --------------- | --------------- | --------------- | --------------- |
| Đỗ Đức Anh             | THPT Chuyên Nguyễn Trãi, Hải Dương    | 30              | 0               | 150             | 30              | 210             |
| Đặng Phạm Thanh Lương  | THPT Chuyên Nguyễn Du, Đắk Lắk        | 70              | 10              | 60              | -10             | 130             |
| Nguyễn Đoàn Chí Kiệt   | THPT Đặng Huy Trứ, TP. Huế            | 5               | 50              | 90              | -10             | 135             |
| Trần Nguyễn Khánh Bình | THPT Chuyên Huỳnh Mẫn Đạt, Kiên Giang | 75              | 0               | 40              | 20              | 135             |

### Trận 5: Tuần 1 - Tháng 2 - Quý 1
| Tên thí sinh     | Trường                       | KĐ  | VCNV | TT  | VĐ  | Tổng điểm |
| ---------------- | ---------------------------- | --- | ---- | --- | --- | --------- |
| Đặng Minh Đức    | THPT Chuyên Biên Hoà, Hà Nam | 20  | 50   | 40  | 60  | 170       |
| Phạm Đức Tài     | THPT Nguyễn Bính, Nam Định   | 55  | 10   | 40  | -50 | 55        |
| Nguyễn Danh Thái | THPT Mê Linh, Hà Nội         | 105 | 10   | 100 | -40 | 175       |
| Phạm Đình Vũ     | THPT Thái Phúc, Thái Bình    | 20  | 10   | 100 | 100 | 230       |

### Trận 6: Tuần 2 - Tháng 2 - Quý 1
| Tên thí sinh         | Trường                        | KĐ | VCNV | TT  | VĐ  | Tổng điểm |
| -------------------- | ----------------------------- | -- | ---- | --- | --- | --------- |
| Trần Quang Huy       | THPT Thạch Bàn, Hà Nội        | 20 | 10   | 130 | 60  | 220       |
| Trần Quốc Gia Huy    | THPT Trường Chinh, Ninh Thuận | 0  | 60   | 90  | 25  | 175       |
| Nguyễn Trần Đan Linh | THPT Bình Minh, Ninh Bình     | 65 | 10   | 90  | 30  | 195       |
| Nguyễn Thảo Hiền Tài | THPT số 2 Mộ Đức, Quảng Ngãi  | 0  | 0    | 80  | -20 | 60        |

### Trận 7: Tuần 3 - Tháng 2 - Quý 1
| Tên thí sinh           | Trường                                               | KĐ | VCNV | TT  | VĐ | Tổng điểm |
| ---------------------- | ---------------------------------------------------- | -- | ---- | --- | -- | --------- |
| Nguyễn Tùng Dương      | THPT Lương Phú, Thái Nguyên                          | 50 | 10   | 120 | 40 | 220       |
| Nguyễn Phạm Quốc Việt  | PT Năng khiếu, ĐHQG TP. Hồ Chí Minh, TP. Hồ Chí Minh | 60 | 20   | 100 | 80 | 260       |
| Nguyễn Đức Thành Trung | THPT Phương Sơn, Bắc Giang                           | 50 | 10   | 20  | 20 | 100       |
| Nguyễn Anh Khoa        | THPT Chuyên Thăng Long, Lâm Đồng                     | 20 | 30   | 120 | 0  | 170       |

### Trận 8: Tháng 2 - Quý 1
| Tháng 2 - Quý 1       | Tháng 2 - Quý 1                                      | Tháng 2 - Quý 1 | Tháng 2 - Quý 1 | Tháng 2 - Quý 1 | Tháng 2 - Quý 1 | Tháng 2 - Quý 1 |
| Tên thí sinh          | Trường                                               | KĐ              | VCNV            | TT              | VĐ              | Tổng điểm       |
| --------------------- | ---------------------------------------------------- | --------------- | --------------- | --------------- | --------------- | --------------- |
| Trần Quang Huy        | THPT Thạch Bàn, Hà Nội                               | 40              | 0               | 20              | -40             | 20              |
| Phạm Đình Vũ          | THPT Thái Phúc, Thái Bình                            | 95              | 50              | 40              | 30              | 215             |
| Nguyễn Phạm Quốc Việt | PT Năng khiếu, ĐHQG TP. Hồ Chí Minh, TP. Hồ Chí Minh | 35              | 20              | 90              | 100             | 245             |
| Nguyễn Tùng Dương     | THPT Lương Phú, Thái Nguyên                          | 45              | 30              | 80              | -30             | 125             |

### Trận 9: Tuần 1 - Tháng 3 - Quý 1
| Tên thí sinh     | Trường                             | KĐ | VCNV | TT  | VĐ  | Tổng điểm |
| ---------------- | ---------------------------------- | -- | ---- | --- | --- | --------- |
| Nguyễn Mạnh Hùng | THPT Hà Huy Giáp, Cần Thơ          | 55 | 20   | 130 | 5   | 210       |
| Nguyễn Đình Tân  | THPT Lê Văn Thịnh, Bắc Ninh        | 0  | 0    | 80  | -40 | 40        |
| Hà Phương Thảo   | THPT Đông Thụy Anh, Thái Bình      | 20 | 10   | 40  | -50 | 20        |
| Lê Thiệp Sang    | THPT Chuyên Phan Bội Châu, Nghệ An | 20 | 20   | 100 | 25  | 165       |

### Trận 10: Tuần 2 - Tháng 3 - Quý 1
| Tên thí sinh      | Trường                                | KĐ | VCNV | TT  | VĐ  | Tổng điểm |
| ----------------- | ------------------------------------- | -- | ---- | --- | --- | --------- |
| Lê Thanh Hoà      | THPT Chợ Gạo, Tiền Giang              | 75 | 10   | 60  | 20  | 165       |
| Phạm Quang Minh   | THPT Lê Quý Đôn, Quảng Ninh           | 95 | 0    | 60  | 50  | 205       |
| Nguyễn Hoàng Hiệp | THPT Chuyên Nguyễn Tất Thành, Kon Tum | 40 | 50   | 50  | -65 | 75        |
| Lê Tài Sơn        | THPT Xuân Đỉnh, Hà Nội                | 15 | 10   | 110 | -20 | 115       |

### Trận 11: Tuần 3 - Tháng 3 - Quý 1
Trận thi đầu tiên của năm thứ 23 có 3 thí sinh cùng có số điểm nhì tuần cao nhất (165 điểm) và phải thi phần Câu hỏi phụ để chọn ra thí sinh cuối cùng bước vào cuộc thi Tháng 3 - Quý 1. Kết quả, Đỗ Lê Thanh Tùng là người chiến thắng phần thi Câu hỏi phụ.
| Tên thí sinh          | Trường                      | KĐ | VCNV | TT  | VĐ  | Tổng điểm |
| --------------------- | --------------------------- | -- | ---- | --- | --- | --------- |
| Nguyễn Việt Thành     | THPT Sóc Sơn, Hà Nội        | 90 | 60   | 140 | -10 | 280       |
| Đỗ Lê Thanh Tùng      | THPT Mỹ Hào, Hưng Yên       | 75 | 0    | 60  | 30  | 165       |
| Đỗ Ngân Hà            | THPT Kiến An, Hải Phòng     | 50 | 0    | 110 | -10 | 150       |
| Nguyễn Đỗ Hạnh Nguyên | THPT Lê Hồng Phong, Phú Yên | 15 | 0    | 50  | 50  | 115       |

### Trận 12: Tháng 3 - Quý 1
| Tháng 3 - Quý 1   | Tháng 3 - Quý 1             | Tháng 3 - Quý 1 | Tháng 3 - Quý 1 | Tháng 3 - Quý 1 | Tháng 3 - Quý 1 | Tháng 3 - Quý 1 |
| Tên thí sinh      | Trường                      | KĐ              | VCNV            | TT              | VĐ              | Tổng điểm       |
| ----------------- | --------------------------- | --------------- | --------------- | --------------- | --------------- | --------------- |
| Đỗ Lê Thanh Tùng  | THPT Mỹ Hào, Hưng Yên       | 80              | 20              | 60              | 5               | 165             |
| Nguyễn Mạnh Hùng  | THPT Hà Huy Giáp, Cần Thơ   | 25              | 20              | 40              | -10             | 75              |
| Phạm Quang Minh   | THPT Lê Quý Đôn, Quảng Ninh | 15              | 20              | 110             | -50             | 95              |
| Nguyễn Việt Thành | THPT Sóc Sơn, Hà Nội        | 80              | 50              | 140             | 40              | 310             |

### Trận 13: Quý 1
| Quý 1                 | Quý 1                                                | Quý 1 | Quý 1 | Quý 1 | Quý 1 | Quý 1     |
| Tên thí sinh          | Trường                                               | KĐ    | VCNV  | TT    | VĐ    | Tổng điểm |
| --------------------- | ---------------------------------------------------- | ----- | ----- | ----- | ----- | --------- |
| Đỗ Đức Anh            | THPT Chuyên Nguyễn Trãi, Hải Dương                   | 50    | 0     | 130   | -65   | 115       |
| Nguyễn Phạm Quốc Việt | PT Năng khiếu, ĐHQG TP. Hồ Chí Minh, TP. Hồ Chí Minh | 10    | 0     | 80    | -40   | 50        |
| Phạm Đình Vũ          | THPT Thái Phúc, Thái Bình                            | 20    | 0     | 0     | 10    | 30        |
| Nguyễn Việt Thành     | THPT Sóc Sơn, Hà Nội                                 | 65    | 50    | 100   | 110   | 325       |

## Quý 2

### Trận 14: Tuần 1 - Tháng 1 - Quý 2
| Tên thí sinh         | Trường                           | KĐ  | VCNV | TT  | VĐ  | Tổng điểm |
| -------------------- | -------------------------------- | --- | ---- | --- | --- | --------- |
| Đặng Trung Hiếu      | THPT Thạch Thất, Hà Nội          | 120 | 30   | 100 | 40  | 290       |
| Vũ Trung Kiên        | THPT Chuyên Thái Bình, Thái Bình | 80  | 0    | 70  | 50  | 200       |
| Nguyễn Hoàng Uyên Vy | THPT Thống Nhất, Đồng Nai        | 0   | 0    | 80  | -20 | 60        |
| Trần Thị Lâm         | THPT Núi Thành, Quảng Nam        | 30  | 40   | 30  | 10  | 110       |

### Trận 15: Tuần 2 - Tháng 1 - Quý 2
| Tên thí sinh   | Trường                           | KĐ  | VCNV | TT  | VĐ  | Tổng điểm |
| -------------- | -------------------------------- | --- | ---- | --- | --- | --------- |
| Lê Xuân Huấn   | THPT Quốc Oai, Hà Nội            | 30  | 50   | 80  | 70  | 230       |
| Dương Minh Đức | THPT Điềm Thụy, Thái Nguyên      | 25  | 0    | 40  | 0   | 65        |
| Dương Tiến Hải | THPT Chuyên Hùng Vương, Gia Lai  | 100 | 0    | 160 | 50  | 310       |
| Trịnh Quốc An  | THPT Tân Phước Khánh, Bình Dương | 5   | 0    | 50  | -20 | 35        |

### Trận 16: Tuần 3 - Tháng 1 - Quý 2
| Tên thí sinh           | Trường                                | KĐ | VCNV | TT  | VĐ  | Tổng điểm |
| ---------------------- | ------------------------------------- | -- | ---- | --- | --- | --------- |
| Trần Khôi Nguyên       | THPT Chuyên Trần Hưng Đạo, Bình Thuận | 40 | 50   | 100 | 60  | 250       |
| Trịnh Trọng Trung Hiếu | THPT Triệu Sơn, Thanh Hoá             | 30 | 0    | 50  | -40 | 40        |
| Trần Thanh Tùng        | THPT Chuyên Lê Thánh Tông, Quảng Nam  | 40 | 10   | 100 | 30  | 180       |
| Nguyễn Gia Hưng        | THPT Nguyễn Huệ, Ninh Bình            | 60 | 10   | 110 | 20  | 200       |

### Trận 17: Tháng 1 - Quý 2
| Tháng 1 - Quý 2  | Tháng 1 - Quý 2                       | Tháng 1 - Quý 2 | Tháng 1 - Quý 2 | Tháng 1 - Quý 2 | Tháng 1 - Quý 2 | Tháng 1 - Quý 2 |
| Tên thí sinh     | Trường                                | KĐ              | VCNV            | TT              | VĐ              | Tổng điểm       |
| ---------------- | ------------------------------------- | --------------- | --------------- | --------------- | --------------- | --------------- |
| Lê Xuân Huấn     | THPT Quốc Oai, Hà Nội                 | 40              | 10              | 20              | 20              | 90              |
| Đặng Trung Hiếu  | THPT Thạch Thất, Hà Nội               | 45              | 50              | 90              | 60              | 245             |
| Trần Khôi Nguyên | THPT Chuyên Trần Hưng Đạo, Bình Thuận | 45              | 10              | 110             | 0               | 165             |
| Dương Tiến Hải   | THPT Chuyên Hùng Vương, Gia Lai       | 60              | 10              | 70              | -10             | 130             |

### Trận 18: Tuần 1 - Tháng 2 - Quý 2
| Tên thí sinh     | Trường                            | KĐ | VCNV | TT | VĐ  | Tổng điểm |
| ---------------- | --------------------------------- | -- | ---- | -- | --- | --------- |
| Nguyễn Thu Trang | THPT Nguyễn Trãi, Thái Bình       | 0  | 10   | 50 | -10 | 50        |
| Đặng Hoài Bảo    | THPT Chuyên Lê Quý Đôn, Bình Định | 55 | 50   | 90 | 30  | 225       |
| Nguyễn Hà Duyên  | THPT Thường Tín, Hà Nội           | 55 | 10   | 50 | 80  | 195       |
| Nguyễn Tấn Dũng  | THPT Đức Trọng, Lâm Đồng          | 20 | 10   | 50 | -10 | 70        |

### Trận 19: Tuần 2 - Tháng 2 - Quý 2
| Tên thí sinh    | Trường                              | KĐ | VCNV | TT  | VĐ | Tổng điểm |
| --------------- | ----------------------------------- | -- | ---- | --- | -- | --------- |
| Phạm Thế Vũ     | THPT Thanh Bình, TP. Hồ Chí Minh    | 10 | 10   | 90  | 60 | 170       |
| Đồng Minh Dương | THPT Đa Phúc, Hà Nội                | 85 | 10   | 130 | 30 | 255       |
| Phạm Trí Kiên   | THPT Chuyên Hoàng Văn Thụ, Hoà Bình | 35 | 10   | 120 | 40 | 205       |
| Nguyễn Thái An  | THPT Trần Phú, Quảng Ninh           | 50 | 40   | 30  | 60 | 180       |

### Trận 20: Tuần 3 - Tháng 2 - Quý 2
| Tên thí sinh       | Trường                               | KĐ | VCNV | TT  | VĐ  | Tổng điểm |
| ------------------ | ------------------------------------ | -- | ---- | --- | --- | --------- |
| Trần Yến Quyên     | THPT Tây Tiền Hải, Thái Bình         | 35 | 0    | 100 | -30 | 105       |
| Phạm Thị Như Quỳnh | THPT Lý Chính Thắng, Hà Tĩnh         | 75 | 50   | 110 | -40 | 195       |
| Trần Long Vũ       | THPT Huỳnh Thúc Kháng, Đắk Lắk       | 15 | 0    | 60  | 70  | 145       |
| Đỗ Tuấn Anh        | THPT Chuyên Lương Văn Tụy, Ninh Bình | 95 | 0    | 130 | 40  | 265       |

### Trận 21: Tháng 2 - Quý 2
| Tháng 2 - Quý 2 | Tháng 2 - Quý 2                      | Tháng 2 - Quý 2 | Tháng 2 - Quý 2 | Tháng 2 - Quý 2 | Tháng 2 - Quý 2 | Tháng 2 - Quý 2 |
| Tên thí sinh    | Trường                               | KĐ              | VCNV            | TT              | VĐ              | Tổng điểm       |
| --------------- | ------------------------------------ | --------------- | --------------- | --------------- | --------------- | --------------- |
| Đỗ Tuấn Anh     | THPT Chuyên Lương Văn Tụy, Ninh Bình | 30              | 10              | 20              | -15             | 45              |
| Đồng Minh Dương | THPT Đa Phúc, Hà Nội                 | 10              | 10              | 80              | -60             | 40              |
| Phạm Trí Kiên   | THPT Chuyên Hoàng Văn Thụ, Hoà Bình  | 15              | 10              | 120             | 70              | 215             |
| Đặng Hoài Bảo   | THPT Chuyên Lê Quý Đôn, Bình Định    | 65              | 50              | 140             | 10              | 265             |

### Trận 22: Tuần 1 - Tháng 3 - Quý 2
| Tên thí sinh          | Trường                                    | KĐ | VCNV | TT  | VĐ  | Tổng điểm |
| --------------------- | ----------------------------------------- | -- | ---- | --- | --- | --------- |
| Nguyễn Đức Anh        | THPT Kinh Môn, Hải Dương                  | 65 | 40   | 60  | 80  | 245       |
| Nguyễn Minh Triết     | THPT Chuyên Quốc học, TP. Huế             | 70 | 20   | 130 | 110 | 330       |
| Bùi Trọng Thành       | THPT Chuyên Lê Quý Đôn, Bà Rịa - Vũng Tàu | 70 | 10   | 100 | -30 | 150       |
| Trần Nguyễn Gia Khánh | THPT Kim Sơn A, Ninh Bình                 | 70 | 10   | 90  | 70  | 240       |

### Trận 23: Tuần 2 - Tháng 3 - Quý 2
| Tên thí sinh     | Trường                            | KĐ | VCNV | TT | VĐ  | Tổng điểm |
| ---------------- | --------------------------------- | -- | ---- | -- | --- | --------- |
| Phạm Hoàng Nam   | THPT Chuyên Bến Tre, Bến Tre      | 25 | 60   | 90 | 80  | 255       |
| Nguyễn Minh Quân | THPT Chuyên Hà Tĩnh, Hà Tĩnh      | 45 | 20   | 80 | 75  | 220       |
| Đào Quang Huy    | THPT Quế Sơn, Quảng Nam           | 10 | 0    | 60 | -50 | 20        |
| Bùi Lê Đức Dũng  | THPT Nguyễn Thiện Thuật, Hưng Yên | 40 | 10   | 80 | 30  | 160       |

### Trận 24: Tuần 3 - Tháng 3 - Quý 2
| Tên thí sinh            | Trường                            | KĐ | VCNV | TT  | VĐ  | Tổng điểm |
| ----------------------- | --------------------------------- | -- | ---- | --- | --- | --------- |
| Nguyễn Trần Khôi Nguyên | THPT Chuyên Lê Quý Đôn, Khánh Hoà | 55 | 10   | 120 | 80  | 265       |
| Lê Võ Hải Đăng          | THCS & THPT Bến Hải, Quảng Trị    | 70 | 0    | 60  | 60  | 190       |
| Nghiêm Minh Anh         | THPT Chuyên Lào Cai, Lào Cai      | 55 | 60   | 110 | 10  | 235       |
| Bùi Cẩm Đào             | THPT Bắc Duyên Hà, Thái Bình      | 25 | 10   | 100 | -80 | 55        |

### Trận 25: Tháng 3 - Quý 2
| Tháng 3 - Quý 2         | Tháng 3 - Quý 2                   | Tháng 3 - Quý 2 | Tháng 3 - Quý 2 | Tháng 3 - Quý 2 | Tháng 3 - Quý 2 | Tháng 3 - Quý 2 |
| Tên thí sinh            | Trường                            | KĐ              | VCNV            | TT              | VĐ              | Tổng điểm       |
| ----------------------- | --------------------------------- | --------------- | --------------- | --------------- | --------------- | --------------- |
| Nguyễn Minh Triết       | THPT Chuyên Quốc học, TP. Huế     | 135             | 50              | 80              | 40              | 305             |
| Nguyễn Đức Anh          | THPT Kinh Môn, Hải Dương          | 60              | 0               | 40              | -40             | 60              |
| Nguyễn Trần Khôi Nguyên | THPT Chuyên Lê Quý Đôn, Khánh Hoà | 85              | 0               | 100             | 80              | 265             |
| Phạm Hoàng Nam          | THPT Chuyên Bến Tre, Bến Tre      | 30              | 0               | 80              | -20             | 90              |

### Trận 26: Quý 2
| Quý 2                   | Quý 2                             | Quý 2 | Quý 2 | Quý 2 | Quý 2 | Quý 2     |
| Tên thí sinh            | Trường                            | KĐ    | VCNV  | TT    | VĐ    | Tổng điểm |
| ----------------------- | --------------------------------- | ----- | ----- | ----- | ----- | --------- |
| Nguyễn Minh Triết       | THPT Chuyên Quốc học, TP. Huế     | 90    | 10    | 100   | 90    | 290       |
| Đặng Hoài Bảo           | THPT Chuyên Lê Quý Đôn, Bình Định | 20    | 50    | 120   | 30    | 220       |
| Đặng Trung Hiếu         | THPT Thạch Thất, Hà Nội           | 15    | 0     | 90    | 15    | 120       |
| Nguyễn Trần Khôi Nguyên | THPT Chuyên Lê Quý Đôn, Khánh Hoà | 40    | 10    | 10    | -50   | 10        |

## Quý 3

### Trận 27: Tuần 1 - Tháng 1 - Quý 3
| Tên thí sinh            | Trường                               | KĐ  | VCNV | TT  | VĐ  | Tổng điểm |
| ----------------------- | ------------------------------------ | --- | ---- | --- | --- | --------- |
| Huỳnh Tấn Nguyên Chương | THPT Chuyên Lương Văn Chánh, Phú Yên | 75  | 10   | 110 | 40  | 235       |
| Nguyễn Công Duy         | THPT Lý Thường Kiệt, Bình Thuận      | 0   | 10   | 70  | -20 | 60        |
| Hứa Gia Huy             | THPT Chuyên Lương Thế Vinh, Đồng Nai | 115 | 50   | 130 | 5   | 300       |
| Nguyễn Thành Đạt        | THPT Sơn Tây, Hà Nội                 | 15  | 10   | 90  | 10  | 125       |

### Trận 28: Tuần 2 - Tháng 1 - Quý 3
Ghi chú: Trận đầu tiên của năm thứ 23 có thí sinh nữ giành được vòng nguyệt quế.
| Tên thí sinh        | Trường                                     | KĐ | VCNV | TT  | VĐ  | Tổng điểm |
| ------------------- | ------------------------------------------ | -- | ---- | --- | --- | --------- |
| Nguyễn Minh Thắng   | THPT Trần Hưng Đạo, Đắk Nông               | 20 | 0    | 50  | -30 | 40        |
| Nguyễn Thành Nhân   | THPT Marie Curie, TP. Hồ Chí Minh          | 35 | 10   | 10  | 100 | 155       |
| Nguyễn Thị Vân Thuỷ | THPT Chuyên Ngoại ngữ, ĐHQG Hà Nội, Hà Nội | 80 | 60   | 150 | 15  | 305       |
| Nguyễn Thị Hải Yến  | THPT Sông Công, Thái Nguyên                | 10 | 10   | 90  | 20  | 130       |

### Trận 29: Tuần 3 - Tháng 1 - Quý 3
| Tên thí sinh    | Trường                               | KĐ | VCNV | TT  | VĐ  | Tổng điểm |
| --------------- | ------------------------------------ | -- | ---- | --- | --- | --------- |
| Trần Quốc Hoàn  | THPT Chuyên Đại học Vinh, Nghệ An    | 40 | 10   | 150 | -20 | 180       |
| Lê Xuân Mạnh    | THPT Hàm Rồng, Thanh Hoá             | 65 | 60   | 110 | 110 | 345       |
| Lục Đức Hiếu    | THCS & THPT Nguyễn Tất Thành, Hà Nội | 70 | 10   | 30  | -30 | 80        |
| Nguyễn Phúc Thọ | THPT Xuân Hoà, Vĩnh Phúc             | 0  | 10   | 60  | -20 | 50        |

### Trận 30: Tháng 1 - Quý 3
| Tháng 1 - Quý 3         | Tháng 1 - Quý 3                            | Tháng 1 - Quý 3 | Tháng 1 - Quý 3 | Tháng 1 - Quý 3 | Tháng 1 - Quý 3 | Tháng 1 - Quý 3 |
| Tên thí sinh            | Trường                                     | KĐ              | VCNV            | TT              | VĐ              | Tổng điểm       |
| ----------------------- | ------------------------------------------ | --------------- | --------------- | --------------- | --------------- | --------------- |
| Lê Xuân Mạnh            | THPT Hàm Rồng, Thanh Hoá                   | 65              | 50              | 110             | 40              | 265             |
| Huỳnh Tấn Nguyên Chương | THPT Chuyên Lương Văn Chánh, Phú Yên       | 25              | 0               | 10              | 0               | 35              |
| Hứa Gia Huy             | THPT Chuyên Lương Thế Vinh, Đồng Nai       | 40              | 10              | 50              | -30             | 70              |
| Nguyễn Thị Vân Thuỷ     | THPT Chuyên Ngoại ngữ, ĐHQG Hà Nội, Hà Nội | 55              | 0               | 60              | 45              | 160             |

### Trận 31: Tuần 1 - Tháng 2 - Quý 3
| Tên thí sinh     | Trường                           | KĐ | VCNV | TT  | VĐ  | Tổng điểm |
| ---------------- | -------------------------------- | -- | ---- | --- | --- | --------- |
| Phạm Đình Trường | THPT Đan Phượng, Hà Nội          | 30 | 10   | 30  | -45 | 25        |
| Lê Công Nguyên   | THPT Phan Đình Phùng, Hà Tĩnh    | 65 | 0    | 120 | 140 | 325       |
| Nguyễn Trọng Bảo | THPT Chuyên Lý Tự Trọng, Cần Thơ | 10 | 60   | 50  | 15  | 135       |
| Trịnh Thái An    | THPT Lê Thánh Tông, Gia Lai      | 65 | 10   | 50  | -30 | 95        |

### Trận 32: Tuần 2 - Tháng 2 - Quý 3
| Tên thí sinh        | Trường                             | KĐ | VCNV | TT  | VĐ  | Tổng điểm |
| ------------------- | ---------------------------------- | -- | ---- | --- | --- | --------- |
| Tăng Quang Minh     | THPT Chuyên Bắc Giang, Bắc Giang   | 20 | 10   | 100 | 30  | 160       |
| Nguyễn Duy Minh     | THCS & THPT Đông Du, Đắk Lắk       | 55 | 60   | 90  | 90  | 295       |
| Đặng Thị Huyền Diệu | THPT Nam Tiền Hải, Thái Bình       | 35 | 10   | 60  | -20 | 85        |
| Nguyễn Thị Yến Nhi  | THPT Nguyễn Đình Chiểu, Tiền Giang | 20 | 0    | 0   | -10 | 10        |

### Trận 33: Tuần 3 - Tháng 2 - Quý 3
| Tên thí sinh          | Trường                                 | KĐ | VCNV | TT  | VĐ  | Tổng điểm |
| --------------------- | -------------------------------------- | -- | ---- | --- | --- | --------- |
| Đỗ Lê Mạnh            | THPT Cẩm Thuỷ 3, Thanh Hoá             | 10 | 20   | 60  | -20 | 70        |
| Bùi Chí Kiên          | THPT Đông Hà, Quảng Trị                | 55 | 20   | 140 | -60 | 155       |
| Tô Vũ Phúc Đăng       | THPT Marie Curie, Hà Nội               | 85 | 40   | 120 | 40  | 285       |
| Nguyễn Bảo Minh Triết | THPT Chuyên Nguyễn Chí Thanh, Đắk Nông | 25 | 20   | 90  | 30  | 165       |

### Trận 34: Tháng 2 - Quý 3
| Tháng 2 - Quý 3       | Tháng 2 - Quý 3                        | Tháng 2 - Quý 3 | Tháng 2 - Quý 3 | Tháng 2 - Quý 3 | Tháng 2 - Quý 3 | Tháng 2 - Quý 3 |
| Tên thí sinh          | Trường                                 | KĐ              | VCNV            | TT              | VĐ              | Tổng điểm       |
| --------------------- | -------------------------------------- | --------------- | --------------- | --------------- | --------------- | --------------- |
| Lê Công Nguyên        | THPT Phan Đình Phùng, Hà Tĩnh          | 0               | 20              | 140             | 0               | 160             |
| Nguyễn Bảo Minh Triết | THPT Chuyên Nguyễn Chí Thanh, Đắk Nông | 45              | 30              | 70              | 50              | 195             |
| Tô Vũ Phúc Đăng       | THPT Marie Curie, Hà Nội               | 50              | 20              | 10              | -20             | 60              |
| Nguyễn Duy Minh       | THCS & THPT Đông Du, Đắk Lắk           | 40              | 40              | 80              | 30              | 190             |

### Trận 35: Tuần 1 - Tháng 3 - Quý 3
| Tên thí sinh         | Trường                             | KĐ  | VCNV | TT  | VĐ | Tổng điểm |
| -------------------- | ---------------------------------- | --- | ---- | --- | -- | --------- |
| Nguyễn Viết Thái     | THPT Chu Văn An, Hà Nội            | 105 | 10   | 90  | 5  | 210       |
| Nguyễn Trọng Tín     | THPT Chuyên Hùng Vương, Bình Dương | 55  | 50   | 130 | 60 | 295       |
| Phạm Bảo Duy         | THPT Yên Khánh B, Ninh Bình        | 15  | 10   | 50  | 20 | 95        |
| Trương Viết Thuận An | THPT Chuyên Lê Quý Đôn, Ninh Thuận | 35  | 10   | 60  | 0  | 105       |

### Trận 36: Tuần 2 - Tháng 3 - Quý 3
| Tên thí sinh      | Trường                                     | KĐ | VCNV | TT  | VĐ  | Tổng điểm |
| ----------------- | ------------------------------------------ | -- | ---- | --- | --- | --------- |
| Nguyễn Quốc Trung | THPT Thị xã Quảng Trị, Quảng Trị           | 35 | 10   | 70  | 60  | 175       |
| Võ Thị Hồng Lê    | THPT An Lương Đông, TP. Huế                | 5  | 10   | 70  | 30  | 115       |
| Nguyễn Thị Mai    | THPT Thanh Hà, Hải Dương                   | 95 | 10   | 40  | 10  | 155       |
| Đỗ Bảo Minh       | THPT Chuyên Đại học Sư phạm Hà Nội, Hà Nội | 35 | 60   | 130 | -15 | 210       |

### Trận 37: Tuần 3 - Tháng 3 - Quý 3
| Tên thí sinh      | Trường                                 | KĐ | VCNV | TT  | VĐ  | Tổng điểm |
| ----------------- | -------------------------------------- | -- | ---- | --- | --- | --------- |
| Nguyễn Thanh Sang | THPT Phan Châu Trinh, Đà Nẵng          | 0  | 10   | 130 | 110 | 250       |
| Nguyễn Vũ Khoan   | THPT Nguyễn Chí Thanh, TP. Hồ Chí Minh | 20 | 10   | 90  | -30 | 90        |
| Bùi Đăng Dũng     | THPT Chuyên Hưng Yên, Hưng Yên         | 75 | 10   | 80  | -20 | 145       |
| Hoàng Minh Đạt    | THPT Chuyên Võ Nguyên Giáp, Quảng Bình | 80 | 40   | 90  | -20 | 190       |

### Trận 38: Tháng 3 - Quý 3
| Tháng 3 - Quý 3   | Tháng 3 - Quý 3                            | Tháng 3 - Quý 3 | Tháng 3 - Quý 3 | Tháng 3 - Quý 3 | Tháng 3 - Quý 3 | Tháng 3 - Quý 3 |
| Tên thí sinh      | Trường                                     | KĐ              | VCNV            | TT              | VĐ              | Tổng điểm       |
| ----------------- | ------------------------------------------ | --------------- | --------------- | --------------- | --------------- | --------------- |
| Nguyễn Trọng Tín  | THPT Chuyên Hùng Vương, Bình Dương         | 110             | 40              | 110             | 10              | 270             |
| Nguyễn Thanh Sang | THPT Phan Châu Trinh, Đà Nẵng              | 50              | 10              | 90              | -85             | 65              |
| Đỗ Bảo Minh       | THPT Chuyên Đại học Sư phạm Hà Nội, Hà Nội | 30              | 20              | 140             | 80              | 270             |
| Nguyễn Viết Thái  | THPT Chu Văn An, Hà Nội                    | 50              | 20              | 50              | 25              | 145             |

### Trận 39: Quý 3
| Quý 3                 | Quý 3                                      | Quý 3 | Quý 3 | Quý 3 | Quý 3 | Quý 3     |
| Tên thí sinh          | Trường                                     | KĐ    | VCNV  | TT    | VĐ    | Tổng điểm |
| --------------------- | ------------------------------------------ | ----- | ----- | ----- | ----- | --------- |
| Nguyễn Bảo Minh Triết | THPT Chuyên Nguyễn Chí Thanh, Đắk Nông     | 0     | 10    | 10    | 0     | 20        |
| Đỗ Bảo Minh           | THPT Chuyên Đại học Sư phạm Hà Nội, Hà Nội | 10    | 10    | 120   | 5     | 145       |
| Nguyễn Trọng Tín      | THPT Chuyên Hùng Vương, Bình Dương         | 35    | 50    | 50    | 20    | 155       |
| Lê Xuân Mạnh          | THPT Hàm Rồng, Thanh Hoá                   | 70    | 10    | 70    | 10    | 160       |

## Quý 4

### Trận 40: Tuần 1 - Tháng 1 - Quý 4
| Tên thí sinh           | Trường                             | KĐ | VCNV | TT  | VĐ  | Tổng điểm |
| ---------------------- | ---------------------------------- | -- | ---- | --- | --- | --------- |
| Đăng Nhật Hùng Võ      | THPT Chuyên Nguyễn Huệ, Hà Nội     | 85 | 10   | 90  | 40  | 225       |
| Nguyễn Thành Trung     | THPT Huỳnh Thúc Kháng, Nghệ An     | 40 | 50   | 80  | 20  | 190       |
| Ngô Gia Huy            | THPT Hùng Vương, Bình Thuận        | 35 | 0    | 50  | -10 | 75        |
| Nguyễn Đặng Phương Duy | THPT Chuyên Hoàng Lê Kha, Tây Ninh | 5  | 0    | 110 | 40  | 155       |

### Trận 41: Tuần 2 - Tháng 1 - Quý 4
| Tên thí sinh       | Trường                                 | KĐ | VCNV | TT  | VĐ | Tổng điểm |
| ------------------ | -------------------------------------- | -- | ---- | --- | -- | --------- |
| Lê Tuấn Đạt        | THPT Hải Lăng, Quảng Trị               | 25 | 10   | 140 | 20 | 195       |
| Lương Phúc Lộc     | PT Duy Tân, Phú Yên                    | 95 | 10   | 40  | 80 | 225       |
| Lê Thái An         | THPT Chuyên Hà Nội - Amsterdam, Hà Nội | 45 | 50   | 110 | 70 | 275       |
| Nguyễn Trọng Thành | THPT Chuyên Trần Phú, Hải Phòng        | 90 | 10   | 120 | 40 | 260       |

### Trận 42: Tuần 3 - Tháng 1 - Quý 4
| Tên thí sinh         | Trường                            | KĐ | VCNV | TT  | VĐ  | Tổng điểm |
| -------------------- | --------------------------------- | -- | ---- | --- | --- | --------- |
| Nguyễn Thị Thuỳ Dung | THPT Thanh Chương 3, Nghệ An      | 25 | 10   | 40  | -20 | 55        |
| Đỗ Ngọc Mai          | THPT Dương Tự Minh, Thái Nguyên   | 25 | 10   | 120 | -40 | 115       |
| Trần Quang Minh      | THPT Lương Thế Vinh, Quảng Bình   | 75 | 60   | 120 | 100 | 355       |
| Dương Đức Tuấn       | THPT Chuyên Chu Văn An, Bình Định | 30 | 10   | 100 | -60 | 80        |

### Trận 43: Tháng 1 - Quý 4
| Tháng 1 - Quý 4    | Tháng 1 - Quý 4                        | Tháng 1 - Quý 4 | Tháng 1 - Quý 4 | Tháng 1 - Quý 4 | Tháng 1 - Quý 4 | Tháng 1 - Quý 4 |
| Tên thí sinh       | Trường                                 | KĐ              | VCNV            | TT              | VĐ              | Tổng điểm       |
| ------------------ | -------------------------------------- | --------------- | --------------- | --------------- | --------------- | --------------- |
| Nguyễn Trọng Thành | THPT Chuyên Trần Phú, Hải Phòng        | 55              | 10              | 140             | 50              | 255             |
| Lê Thái An         | THPT Chuyên Hà Nội - Amsterdam, Hà Nội | 45              | 10              | 80              | 90              | 225             |
| Trần Quang Minh    | THPT Lương Thế Vinh, Quảng Bình        | 15              | 60              | 70              | 10              | 155             |
| Đăng Nhật Hùng Võ  | THPT Chuyên Nguyễn Huệ, Hà Nội         | 60              | 10              | 80              | 70              | 220             |

### Trận 44: Tuần 1 - Tháng 2 - Quý 4
| Tên thí sinh     | Trường                       | KĐ | VCNV | TT | VĐ  | Tổng điểm |
| ---------------- | ---------------------------- | -- | ---- | -- | --- | --------- |
| Bùi Duy Long     | THPT FPT, Hà Nội             | 40 | 20   | 30 | -40 | 50        |
| Ngô Bảo Anh Tuấn | THPT Trần Phú, Lâm Đồng      | 15 | 0    | 0  | -5  | 10        |
| Nguyễn Văn Hậu   | THPT Chuyên Long An, Long An | 50 | 30   | 80 | -10 | 150       |
| Dương Tuấn Khoa  | THPT Ngô Quyền, Hải Phòng    | 50 | 20   | 40 | 60  | 170       |

### Trận 45: Tuần 2 - Tháng 2 - Quý 4
| Tên thí sinh     | Trường                                   | KĐ | VCNV | TT | VĐ  | Tổng điểm |
| ---------------- | ---------------------------------------- | -- | ---- | -- | --- | --------- |
| Nguyễn Minh Đăng | THPT Nguyễn Thượng Hiền, TP. Hồ Chí Minh | 45 | 10   | 70 | -60 | 65        |
| Phạm Anh Kiệt    | THPT Chuyên Nguyễn Bỉnh Khiêm, Quảng Nam | 35 | 0    | 80 | -35 | 80        |
| Trương Minh Anh  | THPT Phan Đình Phùng, Hà Nội             | 30 | 50   | 90 | 50  | 220       |
| Đặng Thuỳ Dương  | THPT Nguyễn Huệ, Phú Yên                 | 65 | 10   | 40 | -20 | 95        |

### Trận 46: Tuần 3 - Tháng 2 - Quý 4
| Tên thí sinh        | Trường                                           | KĐ | VCNV | TT  | VĐ  | Tổng điểm |
| ------------------- | ------------------------------------------------ | -- | ---- | --- | --- | --------- |
| Trần Khánh Hân      | THPT Nguyễn Du, Thái Bình                        | 25 | 0    | 30  | -30 | 25        |
| Hoàng Ngọc Thịnh    | THPT Chuyên Lê Quý Đôn, Đà Nẵng                  | 35 | 50   | 140 | 0   | 225       |
| Đoàn Quang Dũng     | THPT Vân Nội, Hà Nội                             | 25 | 0    | 50  | 30  | 105       |
| Nguyễn Châu Gia Hân | THPT Thực hành Sư phạm, Đại học Cần Thơ, Cần Thơ | 25 | 0    | 90  | 40  | 155       |

### Trận 47: Tháng 2 - Quý 4
| Tháng 2 - Quý 4     | Tháng 2 - Quý 4                                  | Tháng 2 - Quý 4 | Tháng 2 - Quý 4 | Tháng 2 - Quý 4 | Tháng 2 - Quý 4 | Tháng 2 - Quý 4 |
| Tên thí sinh        | Trường                                           | KĐ              | VCNV            | TT              | VĐ              | Tổng điểm       |
| ------------------- | ------------------------------------------------ | --------------- | --------------- | --------------- | --------------- | --------------- |
| Hoàng Ngọc Thịnh    | THPT Chuyên Lê Quý Đôn, Đà Nẵng                  | 50              | 40              | 70              | 0               | 160             |
| Nguyễn Châu Gia Hân | THPT Thực hành Sư phạm, Đại học Cần Thơ, Cần Thơ | 10              | 10              | 40              | -55             | 5               |
| Dương Tuấn Khoa     | THPT Ngô Quyền, Hải Phòng                        | 60              | 20              | 60              | 10              | 150             |
| Trương Minh Anh     | THPT Phan Đình Phùng, Hà Nội                     | 10              | 0               | 0               | 110             | 120             |

### Trận 48: Tuần 1 - Tháng 3 - Quý 4
| Tên thí sinh      | Trường                                         | KĐ  | VCNV | TT  | VĐ  | Tổng điểm |
| ----------------- | ---------------------------------------------- | --- | ---- | --- | --- | --------- |
| Nguyễn Viết Thành | THPT Hoàng Mai, Nghệ An                        | 100 | 10   | 40  | -35 | 115       |
| Trần Đăng Khoa    | THPT Chuyên Tiền Giang, Tiền Giang             | 70  | 50   | 150 | 40  | 310       |
| Hoàng Hồng Phúc   | Tiểu học, THCS & THPT Đại học Hà Tĩnh, Hà Tĩnh | 20  | 0    | 30  | -20 | 30        |
| Nguyễn Thế Khải   | THPT Chuyên Bắc Ninh, Bắc Ninh                 | 20  | 0    | 80  | 60  | 160       |

### Trận 49: Tuần 2 - Tháng 3 - Quý 4
| Tên thí sinh         | Trường                           | KĐ | VCNV | TT  | VĐ  | Tổng điểm |
| -------------------- | -------------------------------- | -- | ---- | --- | --- | --------- |
| Nguyễn Khánh Hoàng   | THPT Châu Văn Liêm, Cần Thơ      | 75 | 0    | 60  | 15  | 150       |
| Võ Nguyễn Minh Triết | THPT Chuyên Lê Khiết, Quảng Ngãi | 50 | 10   | 120 | 50  | 230       |
| Phạm Ngọc Huy        | THPT Yên Định 1, Thanh Hoá       | 40 | 50   | 70  | 70  | 230       |
| Nguyễn Tuấn Minh     | THPT Việt Trì, Phú Thọ           | 30 | 0    | 20  | -70 | -20       |

### Trận 50: Tuần 3 - Tháng 3 - Quý 4
| Tên thí sinh        | Trường                                     | KĐ  | VCNV | TT  | VĐ  | Tổng điểm |
| ------------------- | ------------------------------------------ | --- | ---- | --- | --- | --------- |
| Phan Thế Hiển       | THPT Chuyên Lê Hồng Phong, TP. Hồ Chí Minh | 35  | 20   | 80  | 100 | 235       |
| Trần Phạm Thái Tuấn | THPT Lạng Giang số 1, Bắc Giang            | 90  | 20   | 120 | 35  | 265       |
| Lê Chí Dũng         | THPT Trần Phú, Đà Nẵng                     | 10  | 40   | 60  | 60  | 170       |
| Lê Công Minh        | THPT Hồng Quang, Hải Dương                 | 115 | 20   | 110 | -20 | 225       |

### Trận 51: Tháng 3 - Quý 4
| Tháng 3 - Quý 4      | Tháng 3 - Quý 4                            | Tháng 3 - Quý 4 | Tháng 3 - Quý 4 | Tháng 3 - Quý 4 | Tháng 3 - Quý 4 | Tháng 3 - Quý 4 |
| Tên thí sinh         | Trường                                     | KĐ              | VCNV            | TT              | VĐ              | Tổng điểm       |
| -------------------- | ------------------------------------------ | --------------- | --------------- | --------------- | --------------- | --------------- |
| Trần Phạm Thái Tuấn  | THPT Lạng Giang số 1, Bắc Giang            | 30              | 0               | 100             | 60              | 190             |
| Phan Thế Hiển        | THPT Chuyên Lê Hồng Phong, TP. Hồ Chí Minh | 20              | 0               | 40              | 20              | 80              |
| Trần Đăng Khoa       | THPT Chuyên Tiền Giang, Tiền Giang         | 70              | 40              | 130             | 20              | 260             |
| Võ Nguyễn Minh Triết | THPT Chuyên Lê Khiết, Quảng Ngãi           | 75              | 0               | 130             | 20              | 225             |

### Trận 52: Quý 4
| Quý 4                | Quý 4                              | Quý 4 | Quý 4 | Quý 4 | Quý 4 | Quý 4     |
| Tên thí sinh         | Trường                             | KĐ    | VCNV  | TT    | VĐ    | Tổng điểm |
| -------------------- | ---------------------------------- | ----- | ----- | ----- | ----- | --------- |
| Trần Đăng Khoa       | THPT Chuyên Tiền Giang, Tiền Giang | 60    | 60    | 50    | 50    | 220       |
| Hoàng Ngọc Thịnh     | THPT Chuyên Lê Quý Đôn, Đà Nẵng    | 5     | 0     | 90    | -30   | 65        |
| Nguyễn Trọng Thành   | THPT Chuyên Trần Phú, Hải Phòng    | 100   | 0     | 80    | 150   | 330       |
| Võ Nguyễn Minh Triết | THPT Chuyên Lê Khiết, Quảng Ngãi   | 50    | 10    | 80    | 10    | 150       |

## Chung kết

### Trận 53: Chung kết năm
| CHUNG KẾT NĂM      | CHUNG KẾT NĂM                   | CHUNG KẾT NĂM | CHUNG KẾT NĂM | CHUNG KẾT NĂM | CHUNG KẾT NĂM | CHUNG KẾT NĂM |
| Tên thí sinh       | Trường                          | KĐ            | VCNV          | TT            | VĐ            | Tổng điểm     |
| ------------------ | ------------------------------- | ------------- | ------------- | ------------- | ------------- | ------------- |
| Nguyễn Trọng Thành | THPT Chuyên Trần Phú, Hải Phòng | 65            | 0             | 100           | 35            | 200           |
| Nguyễn Minh Triết  | THPT Chuyên Quốc học, TP. Huế   | 30            | 10            | 30            | 20            | 90            |
| Nguyễn Việt Thành  | THPT Sóc Sơn, Hà Nội            | 30            | 40            | 50            | -25           | 95            |
| Lê Xuân Mạnh       | THPT Hàm Rồng, Thanh Hoá        | 10            | 0             | 90            | 120           | 220           |

Dẫn chương trình tại các điểm cầu:
- Điểm cầu Tượng đài Thánh Gióng (Hà Nội): Trần Hồng Ngọc
- Điểm cầu Đài tưởng niệm Chiến Sĩ Trận Vong (Thừa Thiên Huế): Nguyễn Tuyết Ngân
- Điểm cầu Quảng trường Lam Sơn (Thanh Hoá): Dương Sơn Lâm
- Điểm cầu Đền thờ Trạng Trình Nguyễn Bỉnh Khiêm (Hải Phòng): Nguyễn Huyền Trang (Mù Tạt)

## Tổng kết

### Số lượt thí sinh tham gia ở các tỉnh thành
| Tỉnh/Thành phố    | Vòng | Vòng  | Vòng | Vòng | Tổng |
| Tỉnh/Thành phố    | Tuần | Tháng | Quý  | Năm  | Tổng |
| ----------------- | ---- | ----- | ---- | ---- | ---- |
| An Giang          | —    | —     | —    | —    | —    |
| Bà Rịa - Vũng Tàu | 1    |       |      |      | 1    |
| Bắc Giang         | 2    | 1     |      |      | 3    |
| Bắc Kạn           | —    | —     | —    | —    | —    |
| Bạc Liêu          | —    | —     | —    | —    | —    |
| Bắc Ninh          | 2    |       |      |      | 2    |
| Bến Tre           | 1    | 1     |      |      | 2    |
| Bình Dương        | 1    |       | 1    |      | 2    |
| Bình Định         | 1    |       | 1    |      | 2    |
| Bình Phước        | —    | —     | —    | —    | —    |
| Bình Thuận        | 2    | 1     |      |      | 3    |
| Cà Mau            | —    | —     | —    | —    | —    |
| Cao Bằng          | —    | —     | —    | —    | —    |
| Cần Thơ           | 2    | 2     |      |      | 4    |
| Đà Nẵng           | 1    | 1     | 1    |      | 3    |
| Đắk Lắk           | 1    | 2     |      |      | 3    |
| Đắk Nông          | 1    |       | 1    |      | 2    |
| Đồng Nai          | 1    | 1     |      |      | 2    |
| Đồng Tháp         | —    | —     | —    | —    | —    |
| Điện Biên         | —    | —     | —    | —    | —    |
| Gia Lai           | 1    | 1     |      |      | 2    |
| Hà Giang          | —    | —     | —    | —    | —    |
| Hà Nam            | 1    |       |      |      | 1    |
| Hà Nội            | 9    | 9     | 2    | 1    | 21   |
| Hà Tĩnh           | 4    | 1     |      |      | 5    |
| Hải Dương         | 2    | 1     | 1    |      | 4    |
| Hải Phòng         | 1    | 1     |      | 1    | 3    |
| Hậu Giang         | 1    |       |      |      | 1    |
| Hoà Bình          |      | 1     |      |      | 1    |
| Hưng Yên          | 2    | 1     |      |      | 3    |
| Khánh Hoà         |      |       | 1    |      | 1    |
| Kiên Giang        |      | 1     |      |      | 1    |
| Kon Tum           | 1    |       |      |      | 1    |
| Lai Châu          | —    | —     | —    | —    | —    |
| Lạng Sơn          | —    | —     | —    | —    | —    |
| Lào Cai           | 1    |       |      |      | 1    |
| Lâm Đồng          | 4    |       |      |      | 4    |
| Long An           | 1    |       |      |      | 1    |
| Nam Định          | 1    |       |      |      | 1    |
| Nghệ An           | 6    |       |      |      | 6    |
| Ninh Bình         | 4    | 1     |      |      | 5    |
| Ninh Thuận        | 2    |       |      |      | 2    |
| Phú Thọ           | 1    |       |      |      | 1    |
| Phú Yên           | 3    | 1     |      |      | 4    |
| Quảng Bình        | 1    | 1     |      |      | 2    |
| Quảng Nam         | 4    |       |      |      | 4    |
| Quảng Ngãi        | 1    |       | 1    |      | 2    |
| Quảng Ninh        | 2    | 1     |      |      | 3    |
| Quảng Trị         | 4    |       |      |      | 4    |
| Sơn La            | —    | —     | —    | —    | —    |
| Sóc Trăng         | —    | —     | —    | —    | —    |
| Tây Ninh          | 1    |       |      |      | 1    |
| Thái Bình         | 7    |       | 1    |      | 8    |
| Thái Nguyên       | 3    | 1     |      |      | 4    |
| Thanh Hoá         | 3    |       |      | 1    | 4    |
| Thừa Thiên - Huế  | 1    | 1     |      | 1    | 3    |
| Tiền Giang        | 2    |       | 1    |      | 3    |
| TP. Hồ Chí Minh   | 5    | 1     | 1    |      | 7    |
| Trà Vinh          | —    | —     | —    | —    | —    |
| Tuyên Quang       | —    | —     | —    | —    | —    |
| Vĩnh Long         | —    | —     | —    | —    | —    |
| Vĩnh Phúc         | 1    |       |      |      | 1    |
| Yên Bái           | —    | —     | —    | —    | —    |
| Tổng (cả nước)    | 96   | 32    | 12   | 4    | 144  |

### Kỷ lục
| Khởi động (từ 120 điểm trở lên): | Khởi động (từ 120 điểm trở lên): | Khởi động (từ 120 điểm trở lên): | Khởi động (từ 120 điểm trở lên): |
| Thí sinh                         | Trường                           | Trận                             | Điểm số                          |
| -------------------------------- | -------------------------------- | -------------------------------- | -------------------------------- |
| Đặng Phạm Thanh Lương            | THPT Chuyên Nguyễn Du, Đắk Lắk   | 1                                | 135                              |
| Nguyễn Minh Triết                | THPT Chuyên Quốc học, TP. Huế    | 25                               | 135                              |
| Đặng Trung Hiếu                  | THPT Thạch Thất, Hà Nội          | 14                               | 120                              |

| Vượt chướng ngại vật (điểm số tối đa): | Vượt chướng ngại vật (điểm số tối đa):     | Vượt chướng ngại vật (điểm số tối đa): | Vượt chướng ngại vật (điểm số tối đa): |
| Thí sinh                               | Trường                                     | Trận                                   | Điểm số                                |
| -------------------------------------- | ------------------------------------------ | -------------------------------------- | -------------------------------------- |
| Trần Quốc Gia Huy                      | THPT Trường Chinh, Ninh Thuận              | 6                                      | 60                                     |
| Nguyễn Việt Thành                      | THPT Sóc Sơn, Hà Nội                       | 11                                     | 60                                     |
| Phạm Hoàng Nam                         | THPT Chuyên Bến Tre, Bến Tre               | 23                                     | 60                                     |
| Nghiêm Minh Anh                        | THPT Chuyên Lào Cai, Lào Cai               | 24                                     | 60                                     |
| Nguyễn Thị Vân Thuỷ                    | THPT Chuyên Ngoại ngữ, ĐHQG Hà Nội, Hà Nội | 28                                     | 60                                     |
| Lê Xuân Mạnh                           | THPT Hàm Rồng, Thanh Hoá                   | 29                                     | 60                                     |
| Nguyễn Trọng Bảo                       | THPT Chuyên Lý Tự Trọng, Cần Thơ           | 31                                     | 60                                     |
| Nguyễn Duy Minh                        | THCS & THPT Đông Du, Đắk Lắk               | 32                                     | 60                                     |
| Đỗ Bảo Minh                            | THPT Chuyên Đại học Sư phạm Hà Nội, Hà Nội | 36                                     | 60                                     |
| Trần Quang Minh                        | THPT Lương Thế Vinh, Quảng Bình            | 42, 43                                 | 60                                     |
| Trần Đăng Khoa                         | THPT Chuyên Tiền Giang, Tiền Giang         | 52                                     | 60                                     |

| Tăng tốc (điểm số tối đa): | Tăng tốc (điểm số tối đa):      | Tăng tốc (điểm số tối đa): | Tăng tốc (điểm số tối đa): |
| Thí sinh                   | Trường                          | Trận                       | Điểm số                    |
| -------------------------- | ------------------------------- | -------------------------- | -------------------------- |
| Dương Tiến Hải             | THPT Chuyên Hùng Vương, Gia Lai | 15                         | 160                        |

| Về đích (điểm tuyệt đối cho một lượt thi, không bao gồm điểm giành những thí sinh khác): | Về đích (điểm tuyệt đối cho một lượt thi, không bao gồm điểm giành những thí sinh khác): | Về đích (điểm tuyệt đối cho một lượt thi, không bao gồm điểm giành những thí sinh khác): | Về đích (điểm tuyệt đối cho một lượt thi, không bao gồm điểm giành những thí sinh khác): |
| Thí sinh                                                                                 | Trường                                                                                   | Trận                                                                                     | Điểm số                                                                                  |
| ---------------------------------------------------------------------------------------- | ---------------------------------------------------------------------------------------- | ---------------------------------------------------------------------------------------- | ---------------------------------------------------------------------------------------- |
| Phan Trọng Nguyễn                                                                        | THPT Lê Quý Đôn, Hậu Giang                                                               | 1                                                                                        | 110                                                                                      |
| Nguyễn Đức Anh                                                                           | THPT Kinh Môn, Hải Dương                                                                 | 22                                                                                       | 80                                                                                       |

| Tổng điểm cao nhất: | Tổng điểm cao nhất:             | Tổng điểm cao nhất: | Tổng điểm cao nhất: |
| Thí sinh            | Trường                          | Trận                | Điểm số             |
| ------------------- | ------------------------------- | ------------------- | ------------------- |
| Trần Quang Minh     | THPT Lương Thế Vinh, Quảng Bình | 42                  | 355                 |